# ایست گرند فورکز (مینه‌سوتا)
یاست گرند فورکز (به انگلیسی: East Grand Forks) شهری در شهرستان پوک ایالت مینه‌سوتا در کشور ایالات متحده آمریکا است که جمعیت آن در سرشماری سال ۲۰۱۰ میلادی، ۸۶۰۱ نفر بوده‌است.